# لو كاي
لو كاي (بالصينية: 鲁恺) هو لاعب كرة الريشة صيني، ولد في 4 أكتوبر 1991 في نانينغ في الصين.

## وصلات خارجية
- لو كاي على موقع BWF.tournamentsoftware.com (الإنجليزية)
- لو كاي على موقع BWFbadminton.com (الإنجليزية)